# Messina (tỉnh)
Messina (tiếng Ý: Provincia di Messina; tiếng Sicilia: Pruvincia di Missina) là một tỉnh cũ ở vùng đảo tự trị Sicilia ở Ý. Tỉnh lỵ là thành phố Messina. Từ năm 2015, tỉnh bị thay thế bằng thành phố trung tâm Messina.
Tỉnh này có diện tích 3.247 km² (12,6% tổng diện tích hòn đảo), và tổng dân số là 662.450 người vào năm 2001 (chiếm 13% tổng dân số Sicilia). Có 108 đô thị (danh từ số ít tiếng Ý: comune) ở trong tỉnh này  Lưu trữ ngày 7 tháng 8 năm 2007 tại Wayback Machine, xem Các đô thị tỉnh Messina.
Địa hình chủ yếu là núi và có các vùng đồng bằng tại các cửa sông. Vùng đồng bằng rộng nhất là khu vực giữa Milazzo và Barcellona Pozzo di Gotto, mà cùng với Messina tạo nên một khu vực đô thị có 500.000 dân. Phần lớn dân cư tập trung ở khu vực duyên hải. Các con sông ở tỉnh này gồm Alcantara và Pollina - tạo thành biên giới với tỉnh Palermo về phía tây.
Các đô thị chính xếp theo dân số là:
| Đô thị                    | Dân số  |
| ------------------------- | ------- |
| Messina                   | 246.951 |
| Barcellona Pozzo di Gotto | 41.157  |
| Milazzo                   | 32.600  |
| Patti                     | 13.241  |
| Sant'Agata di Militello   | 13.026  |
| Capo d'Orlando            | 12.928  |
| Taormina                  | 10.909  |
| Lipari                    | 10.782  |